# António Lobo Vilela
António Eduardo Lobo Vilela (Vila Viçosa, 25 de fevereiro de 1902 – Lisboa, 25 de março de 1966) foi um engenheiro geógrafo, professor licenciado em Matemática, Ciências Pedagógicas e espírita português, mas a sua atividade mais intensa exerceu-a como político, ensaísta, panfletário e escritor, tendo publicado uma vasta obra literária e científica.

## Biografia
Iniciou os seus estudos secundários no Liceu de Évora em 1911, transferindo-se, no ano seguinte (1912) para o Colégio Militar dado que o seu pai, João Nunes Vilela, era oficial de Cavalaria.
Em 1919 foi aprovado no Curso Complementar de Ciências daquela instituição (correspondente ao 7º ano liceal), o que lhe conferiu o direito de assentar praça em qualquer dos corpos do Exército Português. Alistou-se como voluntário, com o posto de primeiro-sargento cadete. Licenciou-se do Serviço Militar dez anos depois.
Em 1931 concluiu a licenciatura em Ciências Matemáticas com "laudabiliter et honorifice" pela Faculdade de Ciências do Porto e, no ano seguinte (1932), obteve, na Universidade de Coimbra, uma licenciatura em Engenharia Geográfica, com a classificação de 15 valores.
Em 1933 foi professor estagiário no Liceu Normal de Coimbra, cujo estágio completou com a nota de 18 valores (classificação que até então ainda não havia sido dada) e, em 1935, prestou provas de Exame de Estado, concurso público que lhe deu acesso a Professor Agregado dos Liceus. No entanto, não chegou a ser nomeado, porque lhe aplicam a lei da altura, que punia todos os desafetos à ditadura, não permitindo que trabalhassem no Estado.
No ano seguinte (1936), como engenheiro geógrafo, exerceu a chefia de Brigadas de Triangulação e Levantamento Topográfico de Faro e Silves, ao serviço da Junta Autónoma das Obras de Hidráulica Agrícola, mas foi dispensado dos Serviços da Junta, no dia 30 de setembro, pelo então Ministro das Obras Públicas e Comunicações, por não se integrar "na ordem social estabelecida pela Constituição Política de 1933 da República Portuguesa com activo repúdio do comunismo e de todas as ideias subversivas", nos termos da lei em vigor."
António Eduardo Lobo Vilela (e não António Edmundo Lobo Vilela como, por vezes, é erradamente identificado), desde os 20 anos de idade iniciara uma intensa atividade política nomeadamente vindo a integrar o Movimento da Renovação Democrática (1932-1945) e, paralelamente, uma extraordinária atividade literária, colaborando nas mais variadas publicações, como jornais, revistas, cadernos e folhas de cultura e de política, e publicando em livro muitos dos seus trabalhos.
Em 23 de julho de 1938, casou com Alzira Diniz da Costa, sobrinha de Afonso Costa, que havia sido Primeiro-Ministro de três governos no país. Deste casamento houve um único filho, António da Costa Lobo Vilela, nascido em 18 de julho de 1939.
Em 1940 partiu para o Brasil na tentativa de lançar uma filial da Editorial Inquérito na cidade do Rio de Janeiro, mas regressou a Portugal no ano seguinte (1941), acabando por ter de ganhar a vida como tradutor, explicador de Matemática e articulista, suportando, assim, as dificuldades inerentes a todos aqueles que se opunham ao regime de António de Oliveira Salazar.
Faleceu em Lisboa, no Hospital de São Luís.

## A actividade política
António Lobo Vilela cedo se apercebeu que a sua vocação ia no sentido da ciência, da filosofia e do teatro e não de uma carreira militar e, aos 17 anos, as suas obrigações cívicas levaram-no a fugir do Colégio Militar para integrar o “Batalhão Académico”, lutando contra a insurreição monárquica, primeiro em Monsanto e depois no Norte, junto das forças que defendiam a República.
Mas a sua verdadeira experiência política só a iniciou em 1932 com a integração no grupo “Renovação Democrática”.
Foi em 16 de Fevereiro de 1932 que Álvaro Ribeiro, António Alvim, Eduardo Salgueiro e Pedro Veiga anunciaram, em vários jornais, a criação, na cidade do Porto, do grupo “Renovação Democrática” que tinha por finalidade “lutar pela Democracia fora da mentalidade burguesa, sem compromissos com o passado histórico da República”. O movimento que, desde logo, se afirmou como sendo de uma “nova geração que se radicava na procura de novos caminhos para a liberdade”, atraiu inúmeros académicos e intelectuais idealistas que, mais tarde, vieram a tornar-se representativos da intelectualidade e dos meios políticos portugueses.
Entre eles, e desde a primeira hora, encontrava-se António Lobo Vilela, que, logo em 17 de Março desse mesmo ano, em entrevista ao jornal República, de Lisboa, anunciou a sua integração no movimento, participando depois em diversas iniciativas sociais, culturais e políticas consideradas como ameaças ao regime salazarista, ameaças essas que encontramos registadas no seu processo na polícia política portuguesa da altura (PVDE/PIDE).
Nos anos seguintes, colaborou intensamente na Seara Nova, revista essencialmente doutrinária e crítica, com fins pedagógicos e políticos. Os homens da Seara Nova consideravam-se, segundo um texto publicado no seu 1º número, “poetas militantes, críticos militantes, economistas e pedagogos militantes”, que pretendiam contribuir para quebrar o isolamento dos homens de elite, aproximando-os da realidade social, ao mesmo tempo que combatiam com as armas de que dispunham contra o regime fascista reinante, formalizado na Constituição de 1933.
Em 1942, participou na iniciativa de José Magalhães Godinho de constituir o Núcleo de Doutrinação e Acção Socialista e na União Socialista de cuja Junta Directiva fez parte.
No ano seguinte, integrou o Movimento de Unidade Anti-Fascista e em 1945 participou na organização do Movimento de Unidade Democrática, de que foi membro eleito da 3.ª Comissão Central, e que viria a ser ilegalizado em 1948, na sequência de várias perseguições e prisões, de que também foi alvo. A segunda prisão teve consequências para a sua saúde, marcando-o até ao fim da vida.
Outras actividades políticas suas, aliás comuns aos oposicionistas de então, foram as participações em jantares de homenagem a destacadas figuras da oposição e a assinatura de documentos de protesto ou de reclamação de liberdades.
De destacar ainda a sua participação activa na Sociedade Portuguesa de Escritores, de que foi um dos fundadores, também ilegalizada pelo regime.

## A actividade literária
A geração de António Lobo Vilela viveu tempos difíceis. Foi uma geração sacrificada que passou pelo martírio dos arbítrios da ditadura e que tinha de demonstrar fidelidade ao regime para conseguir emprego. Como Lobo Vilela se vinha mostrando avesso ao sistema, foi demitido das suas funções públicas como professor, em 1935, e como geógrafo, em 1936.
Então dedica-se em profundidade a ler, traduzir e preambular os clássicos greco-latinos – Platão, Aristófanes, Ésquilo, Luciano, Plutarco – e, nos anos 50 e 60, colaborando na Seara Nova, em vários jornais e publicando obras que reflectem as suas perplexidades e interrogações.
Lobo Vilela acompanhava e participou activamente no movimento filosófico escrevendo e analisando as principais questões do seu tempo e entabulou com as várias correntes um diálogo atento e aberto, designadamente preocupou-se e escreveu vários textos sobre o movimento que na altura apresentava maior significado filosófico e político − o existencialismo, cuja crítica assentava numa visão diferente do humanismo tal como o entendia e resultava das suas leituras das grandes obras da cultura clássica e da filosofia estoica. Essa discussão constitui grande parte dos textos que incluiu nas suas obras Do Sentido Cómico e Trágico da Vida, Problemática do Homem e no seu livro final Perspectivas.
Para além destas obras, publicou ainda uma colecção de trabalhos de cariz científico, em especial no domínio das matemáticas, e também de natureza crítico-pedagógica em que se destacam as suas publicações, em 1933, sobre a “Crise da Universidade”.
Na altura, a Universidade era governada não directamente pelo Estado mas por pessoas da sua confiança, com uma ideologia que não dissentisse da ideologia do regime. Lobo Vilela combatia essa universidade de tipo “corporativa nacional”, defendendo que a ciência pensada apenas numa perspectiva utilitária não servia os fins do homem mas teria de ser entendida numa “perspectiva cultural”. Dizia que “conhecer o estado actual da ciência não significa compreender a sua natureza. A compreensão requer a crítica do conhecimento. É a compreensão da ciência que constitui a cultura científica”.
Enfim, é toda uma vasta obra literária que aborda com profundidade e sentido questões que incluem a Filosofia, a Psicologia, a Poesia, o Drama e as Ciências.

## A militância espírita
Em 1921, quando ainda estudante em Coimbra, travou contato com as manifestações das "mesas falantes".
Já em Lisboa, e por orientação do Dr. António Joaquim Freire, estudou as obras de Allan Kardec, Léon Denis e outros, e encontrou nesta nova filosofia, a solução para os inúmeros problemas morais e sociais que muito o preocupavam.
Durante quase uma década dedicou-se ativamente à militâcia espírita, escrevendo e publicando várias obras.
Foi um dos alicerces que ajudou na consolidação da Federação Espírita Portuguesa, onde ocupou o cargo de 2º Vice-presidente da 1ª Direcção e, em 1950, o de Presidente da Direcção para o triénio 1951-1953.
Colaborou em várias revistas de Portugal e do Brasil, tendo sido um dos fundadores e diretores da "Revista de Espiritismo" (1927).

## Obra

### Pedagógica
- "A Crise da Universidade". in Cadernos de Cultura Democratista, Figueira da Foz, Renovação Democrática, 1933.
- "A Universidade Falou".  in Cadernos de Cultura Democratista, Figueira da Foz, Renovação Democrática, 1933.
- "Sobre o Ensino das Matemáticas Elementares". in Cadernos Presença, nº 4, Coimbra, 1933.
- Exercícios Resolvidos de Trigonometria. Lisboa: Inquérito, 1937.
- Exercícios Resolvidos de Álgebra. Figueira da Foz: Ed. do Autor, 1937.
- Caderno de Matemática (Álgebra e Geometria). Lisboa: Inquérito, 1937.
- Caderno de Matemática (Aritmética e Geometria). Figueira da Foz: Ed. do Autor, 1937.
- Sobre a Didáctica das Matemáticas. Lisboa: Cadernos da Seara Nova, 1937. Prefácio de Bento de Jesus Caraça.
- Métodos da Matemática. Figueira da Foz: Ed. do Autor, 1938.
- Métodos Geométricos. Lisboa: Inquérito, 1939.
- Questões Pedagógicas. in Cadernos da Seara Nova, Lisboa, 1946.
- Lobo Vilela e a Polémica sobre a Universidade e o Ensino nos Inícios do Estado Novo". (Ed. Fundação Calouste Gulbenkian, Lisboa, 2009. Selecção, fixação de textos e notas: António da Costa Lobo Vilela. Estudo introdutório: Luís Reis Torgal. Prefácio: Eduardo Marçal Grilo).

### Filosófica
- Infinitismo. in Cadernos Presença, nº 2, Coimbra, 1932 (com o nome de Eduardo Lobo).
- Ciência e Poesia (1ª ed.: Portugália Editora, Lisboa, 1955; 2ª ed.: António da Costa Lobo Vilela, Lisboa, 2012).
- Do Sentido Cómico e Trágico da Vida (1ª ed.: Ed. do Autor, Lisboa, 1956, prefácio de António Sérgio; 2ª ed.: António da Costa Lobo Vilela, Lisboa, 2011).
- Problemática do Homem (1ª ed.: Ed. do Autor, Lisboa, 1963; 2ª ed.: António da Costa Lobo Vilela, Lisboa, 2011, prefácio de Afonso de Albuquerque).
- Perspectivas (1ª ed.: Ed. do Autor, Lisboa, 1965; 2ª ed.: António da Costa Lobo Vilela, Lisboa, 2011).
- I Infinitismo II Metafísica Infinitista (com o nome de Eduardo Lobo, o 1.º dos quais em 2.ª edição e o 2.º em 1.ª: Ed.: António da Costa Lobo Vilela, Lisboa, 2014).

### Política
- Ao Serviço da Democracia. in Cadernos da Seara Nova, Lisboa, 1945 (apreendido pela PIDE).
- Linha Geral. in Cadernos da Seara Nova, Lisboa, 1946 (prefácio de Câmara Reis).
- Democracia. Lisboa: Serviços Centrais da Candidatura do Exmº Senhor General Norton de Matos à Presidência da República, 1949 (apreendido pela PIDE).
- Nação e Trono. Lisboa: Ed. do Autor, 1964.
- A Obra Política de Lobo Vilela na Resistência Democrática ao Estado Novo (1.ª Ed.: António da Costa Lobo Vilela, Lisboa, 2018. Introdução: Joaquim Mestre)

### Espiritualista
- A Morte é Vida (1ª ed.: Federação Espírita Portuguesa, Leiria, 1929; 2ª ed.: Federação Espírita Portuguesa, Lisboa, 1930; 3ª ed.: Associação Espírita de Leiria, Leiria, 1998).
- Palingénese (Federação Espírita Portuguesa, Leiria, 1930).
- Poder Mental (1ª ed.: Federação Espírita Portuguesa, Leiria, 1931; 2ª ed.: Sociedade Portuense de Investigações Psíquicas, Porto, 1945; 3ª ed.: Associação Espírita de Leiria, Leiria, 1993).
- Hipóteses Metapsíquicas. Porto: Sociedade Portuense de Investigações Psíquicas, 1940.
- O Destino Humano. Rio de Janeiro: Inquérito, 1941.
- O Problema da Sobrevivência. Rio de Janeiro: Federação Espírita Brasileira, 1941.

### Traduções, Prefácios e Notas
- Aristófanes
  - Plutos (Cadernos da Seara Nova – Lisboa – 1ª ed. 1935 – 2ª ed. 1940) [Tradução, Prefácio e Notas].
  - A Paz (Inquérito – Lisboa – 1939) [Prefácio sobre a Comédia Grega. A Tradução é de Agostinho da Silva].
  - As Vespas e As Aves (Textos Clássicos - Vol. III – Lisboa – 1945) [Tradução, Prefácios e Notas].
- Chantepie de La Saussaye
  - História das Religiões (Inquérito – Lisboa – 1940) [Tradução].
- Charles Darwin
  - A Selecção Artificial (Inquérito – Lisboa – 1939) [Tradução, Prefácio e Notas].
- Contos Russos (Sirius – Lisboa – 1942) [Tradução].
  - Alexandre Kuprine – Processo Sumário.
  - Leónidas Andreiev – Um Homem Original.
- Ésquilo
  - Coéforas (Inquérito – Lisboa – 1939) [Tradução, Prefácio e Notas].
- Friedrich Albert Lange
  - História do Materialismo (2 volumes) (Gleba – Lisboa – 1943) [Tradução e Prefácio ao 1º volume].
- Irmãos Grimm
  - O Rei da Montanha de Oiro (Inquérito – Lisboa – 1940) [Tradução].
  - O Jovem Gigante (Inquérito – Lisboa – 1940) [Tradução].
- Leónidas Andreiev
  - Os Espectros (Gleba – Lisboa – 1943) [Tradução].
- Liviu Rebreanu
  - Ciuleandra (Gleba – Lisboa – 1943) [Tradução].
- Luciano
  - A Deusa Síria (Inquérito – Lisboa – 1939) [Tradução, Prefácio e Notas].
- Óscar Wilde
  - O Príncipe Feliz (Inquérito – Lisboa – 1939) [Tradução].
  - O Amigo Dedicado (Inquérito – Lisboa – 1940) [Tradução].
- Paul Reynaud
  - O Heroísmo da França (Inquérito – Lisboa – 1939) [Tradução].
- Platão
  - Diálogo sobre a Justiça (Inquérito – Lisboa – 1939) [Tradução e Notas].
  - Protágoras e Crítone (Textos Clássicos - Vol. I – Lisboa – 1945) [Tradução, Prefácios e Notas].
  - Ménone e Parménides (Textos Clássicos - Vol. II – Lisboa – 1945) [Tradução, Prefácios e Notas].
  - Teeteto (Cadernos da Seara Nova – Lisboa – 1947) [Tradução, Prefácio e Notas].
- Plutarco
  - Licurgo, Reformador de Esparta (Inquérito – Lisboa – 1938) [Tradução e Notas].
  - Péricles, Reformador de Atenas (Inquérito – Lisboa – 1938) [Tradução e Notas].
  - Sólon, Legislador de Atenas (Inquérito – Lisboa – 1938) [Tradução e Notas].
  - Cícero e a Queda da República Patrícia (Inquérito – Lisboa – 1939) [Tradução e Notas].
  - Demóstenes e a Supremacia da Macedónia (Inquérito – Lisboa – 1939) [Tradução e Notas].
  - Lisandro e a Supremacia de Esparta (Inquérito – Lisboa – 1939) [Tradução e Notas].
  - Pelópidas e a Supremacia de Tebas (Inquérito – Lisboa – 1939) [Tradução e Notas].
  - Valério Publícola e o Advento da República Romana (Inquérito – Lisboa –1941) [Tradução e Notas].
- Roger Martin du Gard
  - O Drama de João Barois (Inquérito – Lisboa – 1ª ed. 1939) [Tradução].
- Schopenhauer
  - Da Necessidade Metafísica (Inquérito – Lisboa – 1939) [Tradução].
  - Metafísica do Amor (Inquérito – Lisboa – 1940) [Tradução].

### Textos em jornais e revistas

#### Colaboração assídua
- A Voz da Justiça (Figueira da Foz) – de 1929 a 1935 (cerca de 70 textos, alguns com os nomes de Lopes Vidal e de Zebedeu).
- Diário de Lisboa (Lisboa) – de 1953 a 1957 e de 1963 a 1966 (cerca de 55 textos, na sua maioria artigos de fundo, um deles com o nome de John Steel).
- O Ponney (Coimbra) – de 1931 a 1932 (cerca de 20 textos, alguns com os nomes de Zebedeu, António, Zé, Marieta, Confúcios e Guisado da Paixão).
- República (Lisboa) – 1932 e de 1945 a 1947 (cerca de 65 textos).
- Revista de Espiritismo (Lisboa) – de 1927 a 1934 (cerca de 30 textos).
- Revista de Metapsicologia (Lisboa) – de 1951 a 1953 (cerca de 20 textos).
- Seara Nova (Lisboa) – 1934, 1937 e de 1945 a 1954 (cerca de 50 textos).

#### Colaboração dispersa
- Além (Porto) – de 1930 a 1935 e de 1939 a 1945 (cerca de 45 textos).
- Aurora (Rio de Janeiro) – de 1930 a 1931.
- A Voz de Leiria (Leiria) – 1927.
- Cinco de Outubro (Porto) – 1934.
- Diário da Noite (Lisboa) – 1933.
- Diário de Notícias (The only Portuguese daily newspaper published in the United States since 1919 – New Bedford) – 1947.
- Diário Liberal (Lisboa) – 1933.
- O Distrito (Ponta Delgada) – 1933.
- Dom Nuno (Vila Viçosa) – 1925.
- Ecos de Belém (Lisboa) – de 1926 a 1929 e 1932.
- Ecos do Além (Lagoa) – de 1926 a 1929 e 1931.
- Estudos Psíquicos (Lisboa) – 1944.
- Gazeta Clínica (São Paulo – Brasil) – 1931.
- La Luz del Porvenir (Barcelona) – 1928.
- Liberdade (Lisboa) – 1928.
- Luz e Claridade (Braga) – 1927.
- 1935 – 1935.
- Notícias do Alentejo (Vila Viçosa) – 1932 e 1934.
- O Almeidense (Almeida) – de 1930 a 1931 e 1933.
- O Espírita (Barreiro) – 1926.
- O Futuro (Lisboa) – 1926.
- O Mensageiro Espírita (Lisboa) – 1929.
- O Popular (Porto) – de 1934 a 1935.
- Presença (Coimbra) – 1933 [com o nome de Eduardo Lobo].
- Reformador (Rio de Janeiro) – 1952.
- Revista Espírita do Brasil (Rio de Janeiro) – 1932.
- Revista Internacional de Espiritismo (São Paulo) – 1927.
- Revista Portuguesa de Comunicações (Lisboa) – 1934.
- Sol do Porvir (Leiria) – de 1927 a 1929.
- Vida Contemporânea (Lisboa) – de 1934 a 1936.
- Voz do Além (Beja) – 1928 e 1930.